# Mark Soskin
Mark Samuel Soskin (* 12. Juli 1953 in Brooklyn, New York City) ist ein amerikanischer Pianist und Keyboarder des Modern Jazz und Musikpädagoge.

## Leben und Wirken
Soskin studierte ab 1971 Klavier an der Colorado State University und am Berklee College of Music. 1975 zog er nach San Francisco, wo er in Latinbands wie Azteca (bis 1978) spielte. Dann war er zwei Jahre lang Mitglied der Band von Billy Cobham, mit dem er auch international auf  Tournee ging und trat mit  Bobby McFerrin, Julian Priester, Eddie Henderson oder den CBS All Stars auf. Zwischen 1979 und 1992 gehörte er der Band von Sonny Rollins an, mit dem er auf Tournee ging, aber auch an Einspielungen von Alben wie Don't Stop the Carnival, Sunny Days und G-Man beteiligt war. Anschließend leitete er eigene Gruppen, spielte aber auch im  Contempo Trio mit Chip Jackson und Danny Gottlieb. Er wirkte darüber hinaus an Einspielungen von Herbie Mann, Claudio Roditi, George Russell, Roland Vazquez, Hendrik Meurkens, Ravi Coltrane, Hans Kennel, Joe Locke und Astrud Gilberto mit. Auch war er an der Uraufführung von John Adams Ceiling/Sky beteiligt und begleitete Gato Barbieri und Roseanna Vitro.
Soskin unterrichtet an der Manhattan School of Music.

## Diskographische Hinweise
- Rhythm Vision (1980, mit Bennie Maupin, Oscar Brashear, Snooky Young, George Bohanon, Mel Martin, Ray Obiedo, Paul Socolow, Harvey Mason, Sammy Figueroa)
- Overjoyed (1988) mit Mark Soskin (Piano), Lincoln Goines (Bass), John Riley (Drums), Chuck Loeb (Guitar)
- Calypso & Jazz: Around the Corner (1993)
- Spirits (1994, mit Sheila Jordan, Harvie Swartz und Adam Nussbaum)
- Solo Piano (1995)
- One Hopeful Day (2007. mit John Abercrombie, Chris Potter, John Patitucci, Bill Stewart)
- Nino Rota (Kind of Blue Records, 2012)

## Lexigraphische Einträge
- Leonard Feather, Ira Gitler: The Biographical Encyclopedia of Jazz. Oxford University Press, Oxford u. a. 1999, ISBN 0-19-507418-1.
- Martin Kunzler: Jazz-Lexikon. Band 2: M–Z (= rororo-Sachbuch. Bd. 16513). 2. Auflage. Rowohlt, Reinbek bei Hamburg 2004, ISBN 3-499-16513-9.